# 1935 en Grèce
Chronologie de la Grèce
- 1931
- 1932
- 1933
- 1934
- 1935
- 1936
- 1937
- 1938
- 1939

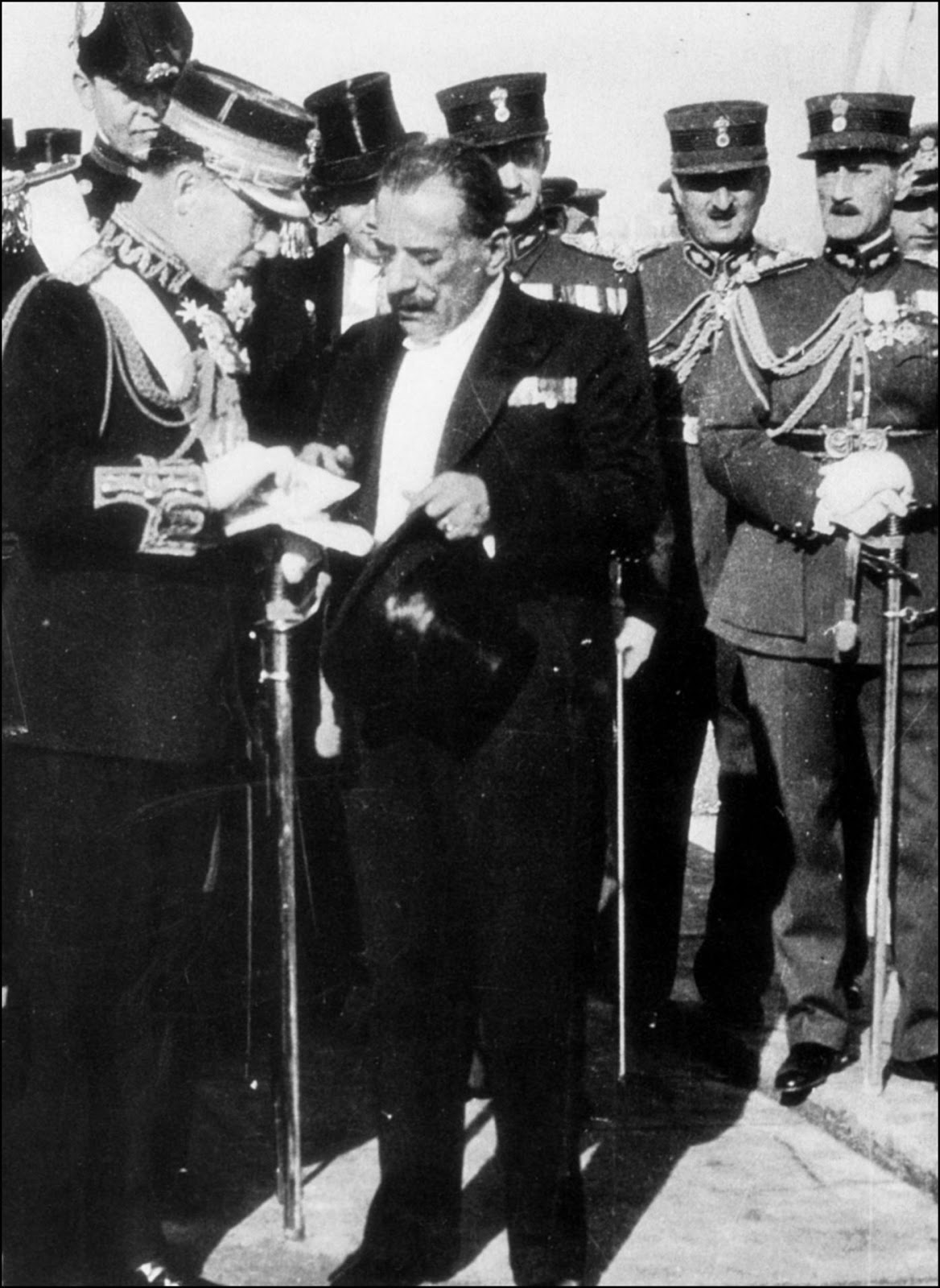
Le régent Geórgios Kondýlis (en redingote, au centre) remet au roi George II de Grèce (en uniforme de cérémonie, à gauche) le texte de son discours au retour d'exil de ce dernier, le 25 novembre 1935. Le prince héritier Paul (portant un chapeau bicorne) est visible derrière son frère.

Cette page concerne les évènements survenus en 1935 en Grèce  :

## Évènement
- 1er mars : Tentative de coup d'État contre le gouvernement de Panagis Tsaldaris.
- 9 juin : Élections législatives (en).
- 10 octobre : Coup d'État.
- 3 novembre : 
  - Référendum pour restaurer la monarchie et d'inciter le roi Georges II à rentrer en Grèce.
  - Abolition de la Deuxième République.
  - Rétablissement du royaume de Grèce.

## Sport
- 28-30 juin : Championnats méditerranéens d'athlétisme (en) à Athènes.
- Championnat panhellénique (1935-1936) (en)
- Championnat panhellénique (1936-1937) (en)
- Création du club de sports Erani Filiatra (en).

## Création
- Commandement naval de la Grèce du Nord (en)
- Commandement naval de la mer Égée (en)
- Église Saint-Thérapon de Mytilène
- Marché municipal de Kypséli
- Musée archéologique de Sicyone
- Musée archéologique du Pirée
- Parti Socialiste Démocratique de Grèce (en)

## Naissance
- Geórgios Anastasópoulos, personnalité politique.
- Souzána Antonakáki, architecte.
- Pávlos Bakoyánnis, personnalité politique.
- Jérémie Calligiorgis, archevêque orthodoxe, métropolite de Suisse et exarque d'Europe.
- Níkos Dímou, philosophe, journaliste, poète, photographe et polémiste.
- Stratis Haviaras, écrivain, poète et traducteur.
- Yeóryios Katiforis, personnalité politique.
- Kóstas Kazákos, personnalité politique.
- Jimmy Makulis, chanteur.

## Décès
- Pávlos Koundouriótis, personnalité politique.
- Emile Riadis, compositeur.